# Franz Eichberger (acteur)
Pour les articles homonymes, voir Eichberger.
Franz Eichberger (né le 31 juillet 1919 à Puchberg am Schneeberg, mort le 29 mai 1991) est un acteur autrichien.

## Biographie
Franz Eichberger vient au cinéma par l'intermédiaire de Leni Riefenstahl. La réalisatrice cherchait un acteur approprié pour le rôle du jeune berger Pedro pour son adaptation à l'opéra Tiefland. Comme elle l'écrit dans son autobiographie, elle prend connaissance lors de l'Arlberg-Kandahar en 1939 à Sankt Anton am Arlberg, de l'Autrichien alors âgé de 20 ans  qui correspond visuellement à ses idées sur le personnage du film. Après la Seconde Guerre mondiale, cependant, le magazine Revue affirme que Riefenstahl avait laissé passer plusieurs fois 2 000 Gebirgsjäger afin de pouvoir choisir un acteur approprié ; un article des années 1940 relate cette histoire. Riefenstahl nie fermement cette affirmation et maintient sa version. Celle-ci est confirmée par Eichberger et son assistant de l'époque, Harald Reinl.
Formé comme médecin militaire, Eichberger est affecté par la Wehrmacht à travailler comme moniteur de ski dans la région de l'Arlberg. Il s'avère extrêmement timide, mais des tests confirment son talent d'acteur. Cependant, il y a des problèmes avec son dialecte, il suit des cours de langue dans une école de théâtre de Berlin. Après la guerre, Eichberger reçoit d'autres offres de rôle. Bien qu'il tourne ensuite avec des réalisateurs importants tels que Georg Wilhelm Pabst et Helmut Käutner, il tient la plupart du temps des seconds rôles mineurs. Il se voit confier un rôle principal dans Bergkristall. Après avoir tourné Brigitte et les hommes (de), Eichberger met fin à sa carrière cinématographique.

## Filmographie
- 1947 : Les Amours de Blanche Neige
- 1948 : Le Procès
- 1949 : Profondeurs mystérieuses
- 1949 : Bergkristall
- 1954 : Tiefland
- 1954 : Le Dernier Pont
- 1955 : Die Sennerin von St. Kathrein (de)
- 1959 : Zwölf Mädchen und ein Mann (de)
- 1960 : Brigitte et les hommes (de)